# Gudowo
Gudowo (deutsch Baumgarten) ist ein Dorf in der polnischen Woiwodschaft Westpommern. Es gehört zur Gmina Drawsko Pomorskie (Gemeinde Dramburg) im Powiat Drawski (Dramburger Kreis).

## Geographie
Das Kirchdorf liegt in Hinterpommern, an der Nordseite des Großen Lübbesees, etwa 27 km südöstlich der Stadt Łobez (Labes), 5 km südsüdöstlich der Stadt Dramburg (Drawsko Pomorskie) und 8 km nordwestlich des Dorfs Lubieszewo (Güntershagen), ebenfalls am Lübbesee gelegen.
Der Lübbesee erstreckt sich über 13,5 km in Richtung von Nordwest nach Südost, liegt auf einer Höhe von 90 m über N.N. und ist 14,33 km² groß.

## Geschichte

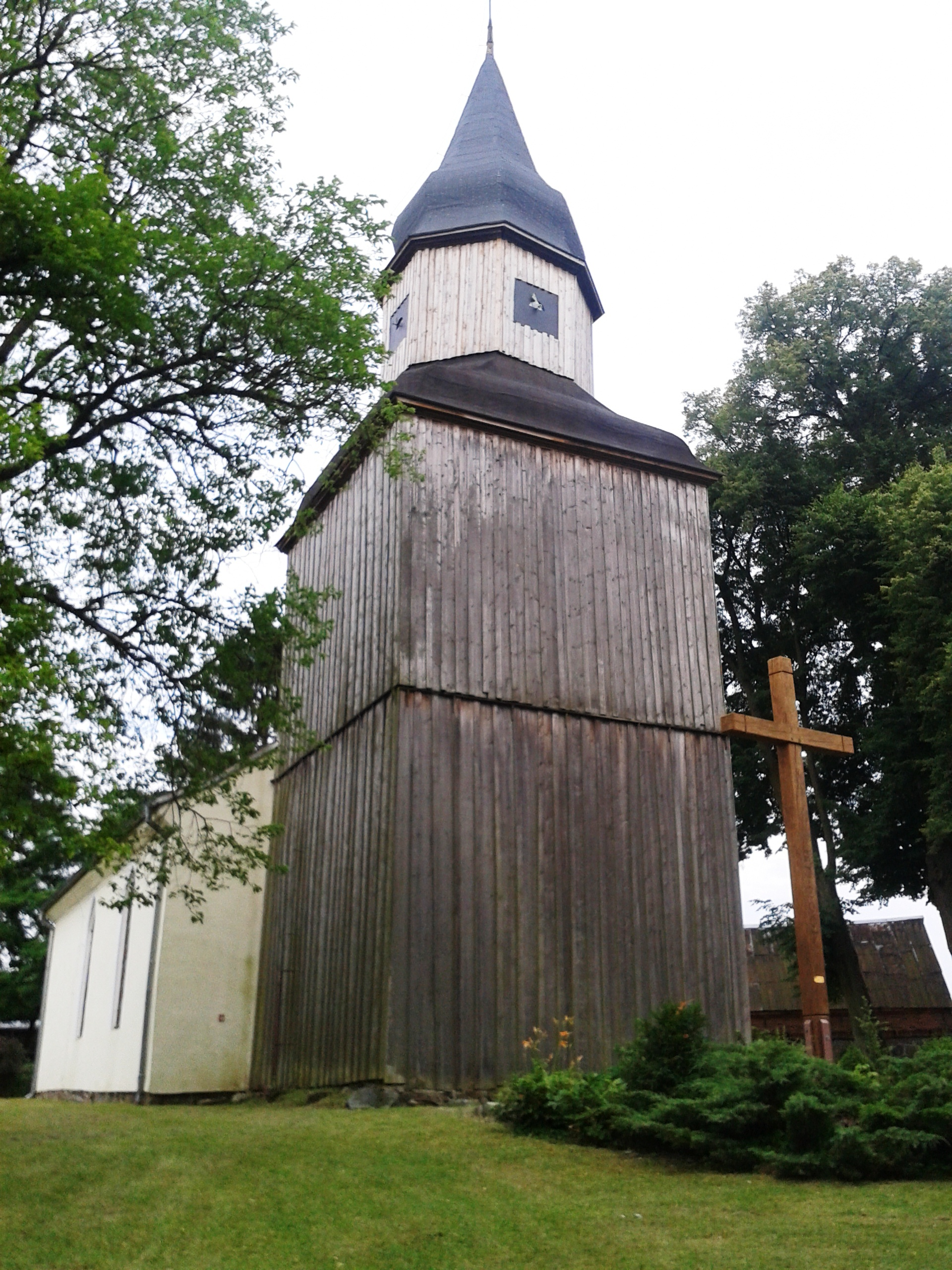
Dorfkirche (2014), bis 1945 Gotteshaus der evangelischen Gemeinde Baumgarten

Im Landbuch von 1337 wird das Dorf, das zur Vogtei Falkenburg gehörte, Bobgarden genannt; unter dem Namen Bomgarde villa kam es 1320 in einer Urkunde für das Kloster Pyritz vor.  Geleisteter getreuer Dienste wegen belehnten am 23. Januar 1503 Kurfürst Joachim und Markgraf Albrecht den Ritter Kerstian Borck und dessen Neffen Wolffgank Borck unter anderem mit zehn Teilen vom Dorf Bomgarde, dem Kirchlehen, den Vikarien und den Mühlen.
In den Jahren 1679 und 1739 befand sich das Gut Baumgarten im Besitz der in Hinterpommern alteingesessenen Familie Wachholtz. 1709 verstarb Otto Christoph von Wacholtz, Erbherr auf Baumgarten; dessen Sohn Hans Adam von Wacholtz (* 1697, † vor 1739) verkaufte das jährlich für 600 Taler verpachtete Gut als Kapitän-Lieutenant a. D. für 13.200 Taler an den Amtmann Dreier und dessen Ehefrau Anna Dorothea, geb. von Pötter. Am 1. Januar 1862 besaß das Rittergut Baumgarten die Familie von Gülich, an die es 1856 für 100.000 Taler gekommen war.
Wie Notizen des Ortspfarrers und Zeitzeugen Johann Neander belegen, wurden die Dorfbewohner während des Siebenjährigen Kriegs stark in Mitleidenschaft gezogen; von 1757 bis 1762 war das Dorf von russischen Truppen besetzt.
Im Jahr 1865 war in der Landgemeinde eine Grundsteuer in Höhe von 194 Reichstalern, neun Silbergroschen und sechs Pfennigen erhoben worden, im Rittergut Baumgarten in Höhe von 191 Reichstalern, einem Silbergroschen und zehn Pfennigen. 1875 hatte das Dorf Baumgarten 41, das Rittergut Baumgarten 13 Wohnhäuser.  Baumgarten galt als ausgesprochen sauberes Dorf.
Das Rittergut Baumgarten befand sich 1896 im Besitz einer Familie von Hartmann. Am 1. April 1927 hatte das Gut eine Flächengröße von 537 Hektar, und am 16. Juni 1925 hatte der Gutsbezirk 17 Einwohner.
Die Gemarkung der Landgemeinde Baumgarten hatte um 1930 eine Fläche von 12,6 km². Im Gemeindegebiet, in dem Baumgarten die einzige Wohnstätte war, standen insgesamt 56 bewohnte Wohnhäuser. 1935 hatte Baumgarten zwei Gasthöfe, eine Niederlassung der Spar- und Darlehnskasse, eine Stärkefabrik und verschiedene Einzelhändler und Handwerksbetriebe.
Im Jahr 1945 gehörte das Dorf Baumgarten zum Kreis Dramburg im Regierungsbezirk Köslin der preußischen Provinz Pommern des Deutschen Reichs. Baumgarten war dem  Amtsbezirk Güntershagen zugeordnet.
Gegen Ende des Zweiten Weltkriegs wurde die Region Anfang März 1945 von der Roten Armee besetzt. Nach Beendigung der Kampfhandlungen wurde Baumgarten zusammen mit ganz Hinterpommern seitens der sowjetischen Besatzungsmacht der Volksrepublik Polen zur Verwaltung überlassen. Danach begann die Zuwanderung polnischer Zivilisten. Das Dorf Baumgarten wurde unter der polonisierten Ortsbezeichnung ‚Gudowo‘ verwaltet. In der Folgezeit wurde die einheimische Bevölkerung von der polnischen Administration aus Baumgarten und dem Kreisgebiet vertrieben.

### Demographie
| Jahr | Einwohner | Anmerkungen |
| ---- | --------- | --- |
| 1801 | 226       | Dorf und Gut, mit 14 Bauernstellen, drei Kossäten, einem Büdner, acht Einliegern, einer Schmiede, einer Wassermühle, einer Mutterkirche und 30 Feuerstellen (Haushaltungen), im Besitz des Amtsrats Bewert |
| 1818 | 219       | Dorf mit einer Wassermühle und einer Mutterkirche, adlige Besitzung |
| 1852 | 481       | Dorf |
| 1864 | 544       | am 3. Dezember, davon 385 im Gemeindebezirk und 159 im Gutsbezirk |
| 1867 | 572       | am 3. Dezember, davon 433 im Dorf und 139 im Gutsbezirk |
| 1871 | 571       | am 1. Dezember, davon 400 im Dorf (sämtlich Evangelische) und 171 im Gutsbezirk (sämtlich Evangelische) |
| 1885 | 547       | am 1. Dezember, davon 364 im Dorf (sämtlich Evangelische) und 183 im Gutsbezirk (sämtlich Evangelische) |
| 1890 | 520       | am 1. Dezember, davon 366 im Gemeindebezirk und 154 im Gutsbezirk |
| 1910 | 447       | am 1. Dezember, davon 287 im Gemeindebezirk und 160 im Gutsbezirk |
| 1925 | 481       | darunter 471 Evangelische und sechs Katholiken, nach anderen Angaben 483 Einwohner |
| 1933 | 458       | [ 25 ] |
| 1939 | 410       | [ 25 ] |

## Kirche

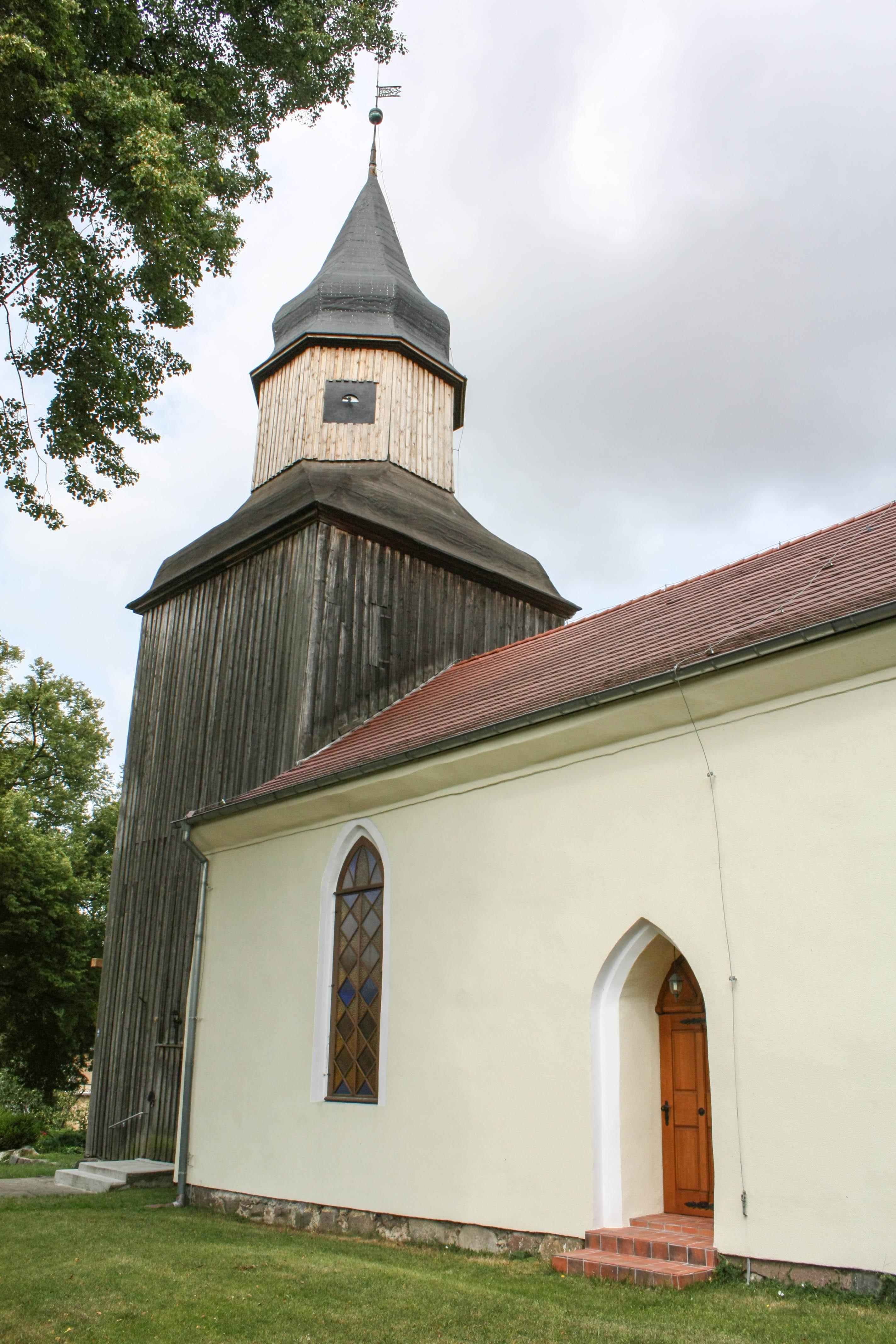
Dorfkirche, Eingangsseite (2014)

Die bis 1945 anwesende Bevölkerung war mit wenigen Ausnahmen evangelisch. Das Kirchspiel von Baumgarten hatte zwei Filialen: Dalow und Güntershagen. Um die Wende vom 19. zum 20. Jahrhundert gehörte die Mutterkirche zur Diözese Dramburg, das Kirchspiel mit den beiden Filialen war für insgesamt 1850 Seelen zuständig. Der Bestand an Kirchenbüchern reichte bis ins Jahr 1676 zurück.
Die nach Kriegsende zugewanderte polnische Bevölkerung ist größtenteils römisch-katholisch.
Evangelische Geistliche bis 1945
- Bütov, war hier Prediger bis zu seinem Tod († ca. 1705)[29]
- Georg Venzky (* 1672, † 1737), hatte in Wittenberg studiert, war Prediger in Baumgarten seit ca. 1705 bis zu seinem Tod[29]
- Johann Christoph Friedrich Neander (* 2. April 1711 in Falkenburg; † 6. April 1788), war Ortspfarrer von 1737 bis zu seinem Tod, nahezu 51 Jahre lang[30]
- Kurt Kraft (* 3. November 1864), Pfarrer in Baumgarten seit 1894[27]